# Arif Məmmədov

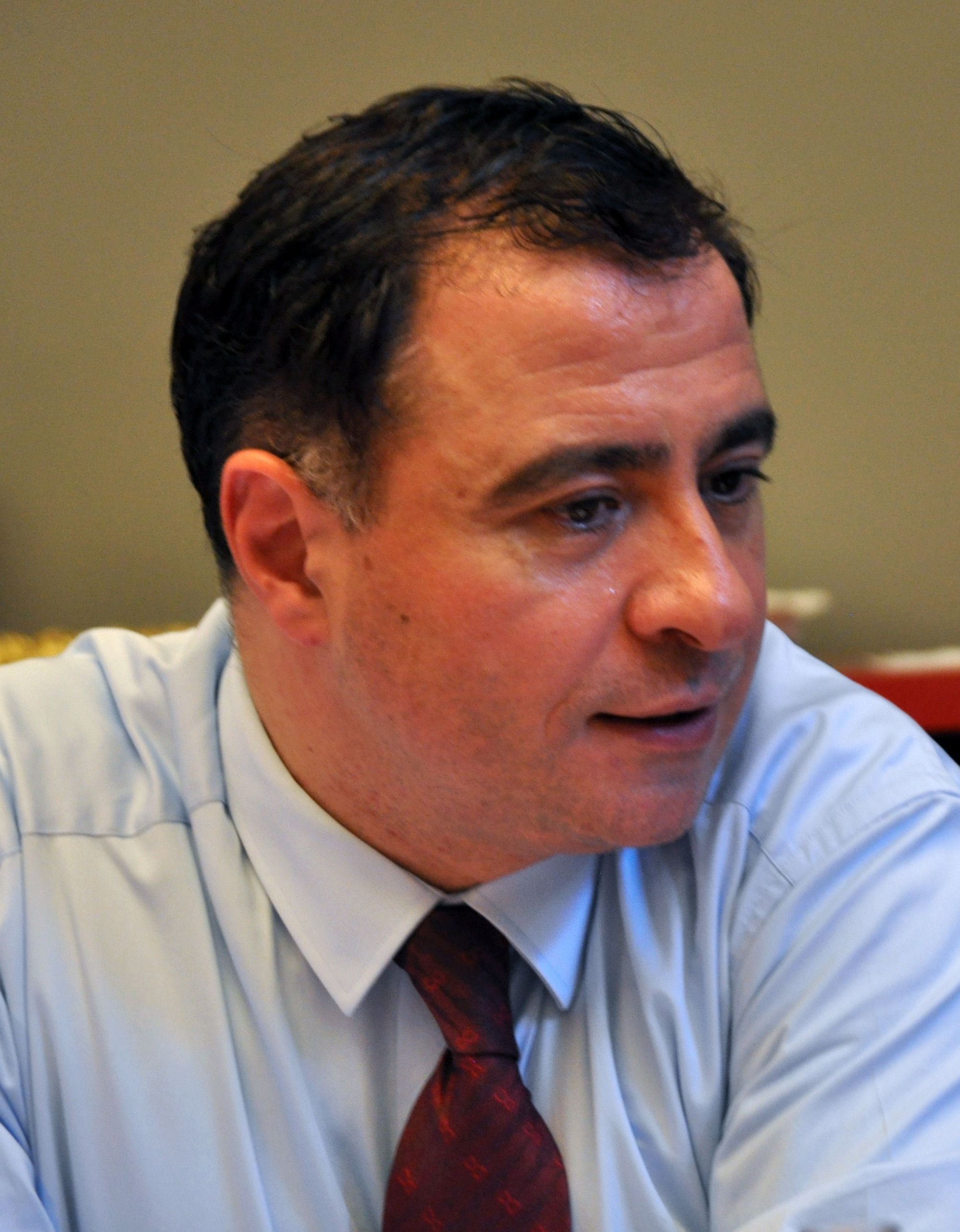
Arif Məmmədov (2014)

Arif Zahid oğlu Məmmədov (* 22. September 1964) ist ein aserbaidschanischer Diplomat.

## Leben
Von 1983 bis 1988 studierte er Sprachen am VKIMO in Moskau. Von Mai 2000 bis November 2006 leitete er die Vertretung von Aserbaidschan bei der EU in Brüssel, vom Januar 2007 bis September 2012 die Ständige Vertretung von Aserbaidschan beim Europarat in Straßburg. Seit Juni 2013 leitet er als deren erster Botschafter in Brüssel die Vertretung der in Dschidda ansässigen Organisation für Islamische Zusammenarbeit (OIC) bei der EU.
Von 2008 bis 2012 war er einer der Verwaltungsräte des in Oslo ansässigen European Wergeland Centre, eines Fortbildungszentrums für interkulturelle Verständigung, Menschenrechte und demokratische Bürgerrechte.
Im April erklärte Arif Məmmədov gegenüber The Guardian, er habe im Rahmen der Kaviar-Diplomatie als Vertreter der aserbaidschanischen Delegation im Europarat 30 Millionen Euro für Lobbyarbeit an europäische Politiker verteilt. Alle Mitglieder der aserbaidschanischen Delegation hätten davon gewusst, ohne dass es irgendwo aufgeschrieben gewesen sei. Das Geld sei dazu bestimmt gewesen, Mitglieder anderer Delegationen und die Parlamentarische Versammlung des Europarats als Ganzes zu bestechen. Mehrere Mitglieder der Versammlung erklärten, die hätten von den Vorschlägen zur Bestechung der europäischen Abgeordneten gewusst.